# Bellator 247
Bellator 247: Jackson vs. Kielholtz è stato un evento di arti marziali miste tenuto dalla Bellator MMA il 1º ottobre 2020 all'Allianz Cloud di Milano in Italia.

## Risultati
|                  | Divisione             |                      |                 |                  | Metodo                                  | Round           | Tempo           | Premio          |
| Card Principale  | Card Principale       | Card Principale      | Card Principale | Card Principale  | Card Principale                         | Card Principale | Card Principale | Card Principale |
| ---------------- | --------------------- | -------------------- | --------------- | ---------------- | --------------------------------------- | --------------- | --------------- | --------------- |
|                  | Pesi mosca femminili  | Denise Kielholtz     | batte           | Kate Jackson     | KO (pugni)                              | 1               | 0:43            |                 |
|                  | Pesi medi             | Norbert Novenyi Jr.  | batte           | Laid Zerhouni    | Sottomissione (triangle choke)          | 1               | 4:36            |                 |
|                  | Pesi piuma            | Brian Moore          | batte           | Simone D'Anna    | KO (pugno)                              | 2               | 3:55            |                 |
|                  | Catchweight (160 lbs) | Christopher Duncan   | batte           | Iamik Furtado    | KO tecnico (pugni)                      | 2               | 3:58            |                 |
| Card Preliminare |                       |                      |                 |                  |                                         |                 |                 |                 |
|                  | Pesi welter           | Lewis Long           | batte           | Giovanni Melillo | Sottomissione (kneebar)                 | 1               | 0:43            |                 |
|                  | Pesi mosca femminili  | Mandy Böhm           | batte           | Griet Eeckhout   | Decisione unanime (30-27, 30-27, 30-26) | 3               | 5:00            |                 |
|                  | Pesi welter           | Uros Jurisic         | batte           | Walter Gahadza   | Sottomissione (rear-naked choke)        | 1               | 3:07            |                 |
|                  | Pesi welter           | Constantin Gnusariev | batte           | Kywan Gracie     | Decisione unanime (30-27, 29-28, 29-28) | 3               | 5:00            |                 |
|                  | Pesi mediomassimi     | Lee Chadwick         | batte           | Ederson Macedo   | Sottomissione (arm-triangle choke)      | 2               | 3:28            |                 |
|                  | Pesi mosca            | Blaine O'Driscoll    | batte           | Salah Elkas      | Sottomissione (rear-naked choke)        | 1               | 2:26            |                 |
|                  | Pesi atomo femminili  | Monika Chochlikova   | batte           | Jade Jorand      | Sottomissione (scorpion crunch)         | 2               | 3:50            |                 |